# Myoglanis
Myoglanis — рід риб з родини Гептаптерові ряду сомоподібних. Має 3 види. Наукова назва походить від грецьких слів myos, тобто «м'яз», та glanis — «риба, що може з'їсти приманку, не торкаючись гачка (сом)».

## Опис
Загальна довжина представників цього роду коливається від 5,9 до 11,3 см. Голова масивна, коротка, трохи сплощена зверху. Очі маленькі. Є три пари порівняно довгих вусів. Тулуб широкий, кремезний. Скелет складається з 46—57 хребців. Спинний плавець доволі довгий, його промені розділені. Грудні плавці видовжені. Черевні плавці широкі, великі. Жировий плавець довгий, масивний. Анальний плавець довгий (16-35 м'яких променів), широкий, за довжиною трохи поступається жировому. Хвостовий плавець видовжений, розділений або ланцетний.
Забарвлення коричневе з різними відтінками, можуть бути присутні поперечні бліді смуги.

## Спосіб життя
Є бентопелагічними рибами. Зустрічаються в невеликих, дрібних струмках з чорною водою, на глибині до 2 м. Віддають перевагу піщаному ґрунту, заваленому затопленими гілками дерев і кущів. Живляться комахами і личинками.

## Розповсюдження
Мешкають у басейні річок Амазонка, Оріноко і Ессекібо.

## Види
- Myoglanis aspredinoides
- Myoglanis koepckei
- Myoglanis potaroensis